# 清川 (みなべ町)
清川（きよかわ）は、和歌山県日高郡みなべ町の大字。郵便番号は645-0201。本項ではかつて同区域に存在した日高郡清川村（きよかわむら）についても記す。

## 地理
みなべ町の東端にあたる。西で東神野川・島之瀬、南で田辺市上芳養・秋津川、東で同市中辺路町水上、北で龍神村柳瀬・龍神村福井および印南町川又に接する。北西端に三里ヶ峰がそびえる。南部川に沿って南西から北東に国道424号が通過し、南東の田辺市方面に和歌山県道199号芳養清川線が分岐する。また、東端の概ね田辺市との境界線上を和歌山県道29号田辺龍神線が通過する。

### 山岳
- 三里ヶ峰

### 河川
- 南部川
- 木の川

## 歴史
- 幕末 - 日高郡大川村が改称して清川村となる。「旧高旧領取調帳」の記載によると紀州藩附家老安藤氏領。
- 慶応4年1月24日（1868年2月17日） - 安藤氏領が立藩して田辺藩領となる。
- 明治4年7月14日（1871年8月29日） - 廃藩置県により田辺県の管轄となる。
- 明治4年11月22日（1872年1月2日） - 和歌山県の管轄となる。
- 1889年（明治22年）4月1日 - 町村制の施行により、近世以来の清川村が単独で自治体を形成。
- 1954年（昭和29年）12月1日 - 清川村が上南部村・高城村と合併して南部川村が発足。同町の大字となる。
- 2004年（平成16年）10月1日 - 南部川村が南部町と合併してみなべ町が発足。同町の大字となる。

## 交通

### バス
みなべコミバス
- 山間部 東部・西部ルート
  - JR南部 - 第二庁舎 - 鶴の湯 - 高城診療所前 - 清川

### 道路
- 国道424号
- 和歌山県道29号田辺龍神線
- 和歌山県道199号芳養清川線

## 施設
- みなべ町役場清川支所
- みなべ町立清川小学校
- 清川郵便局
- 田辺警察署清川警察官駐在所
- 紀州備長炭振興館
- 清川球場
- 名の内広場